# Catocala giuditta
Catocala giuditta är en fjärilsart som beskrevs av Karl Schawerda 1934. Catocala giuditta ingår i släktet Catocala och familjen nattflyn. Inga underarter finns listade i Catalogue of Life.